# Oberschopfheim
Oberschopfheim ist ein Ortsteil der Gemeinde Friesenheim im Ortenaukreis. Der Ort hat rund 3000 Einwohner und liegt am Fuße des Schwarzwaldes in einem Tal der Lehmhügel der Vorgebirgszone der Oberrheinischen Tiefebene. Am Rande des Ortes liegt die Bundesstraße 3, über das Ortsgebiet führen auch die Bundesautobahn 5 und die Rheintalbahn der Deutschen Bahn AG. Oberschopfheim war früher ein durch Land- und Forstwirtschaft geprägter Ort. Heute spielen noch der Wein- und Maisanbau als Nebenerwerb eine Rolle. Der überwiegende Teil der berufstätigen Einwohner pendelt in die benachbarten Städte Offenburg und Lahr.

## Geschichte
Der Ort wurde erstmals 763 n. Chr. in einer Urkunde des Bischofes Heddo I. von Straßburg als Scopfheim erwähnt. Der Name Scopfheim bezog sich dabei auch auf das Gebiet der heutigen Orte Niederschopfheim und Diersburg der Gemeinde Hohberg. Aber vermutlich war bereits zur römischen Zeit eine Besiedlung vorhanden. Über das Gebiet von Oberschopfheim führten zwei römische Straßen und in den Nachbarorten Schuttern, Oberweier und Niederschopfheim gibt es römische Funde. In Schuttern war dies eine römische Straßenstation.
Während des Mittelalters bestand in Oberschopfheim mindestens ein Lehnshof. 1016 schenkte Kaiser Heinrich II. dem Kloster Schuttern Besitzungen in Scopfheim. Auch die Herren von Geroldseck spielten eine besondere Rolle. So befindet sich im Nachbarort Diersburg, der lange mit Oberschopfheim verbunden war, eine Burg einer Seitenlinie der Geroldsecker. Bei der Teilung der Herrschaft Geroldseck blieb Oberschopfheim im Besitz beider Linien. 1481 wurde unter anderem Oberschopfheim an den Markgrafen von Baden verpfändet. Im Jahre 1715 wurde das Dorf im Spanischen Erbfolgekrieg zerstört.
Am 1. April 1972 wurde die selbständige Gemeinde Oberschopfheim im Zuge der Gemeindereform in die Gemeinde Friesenheim eingegliedert.

## Demographie
Einwohnerzahlen nach dem jeweiligen Gebietsstand.

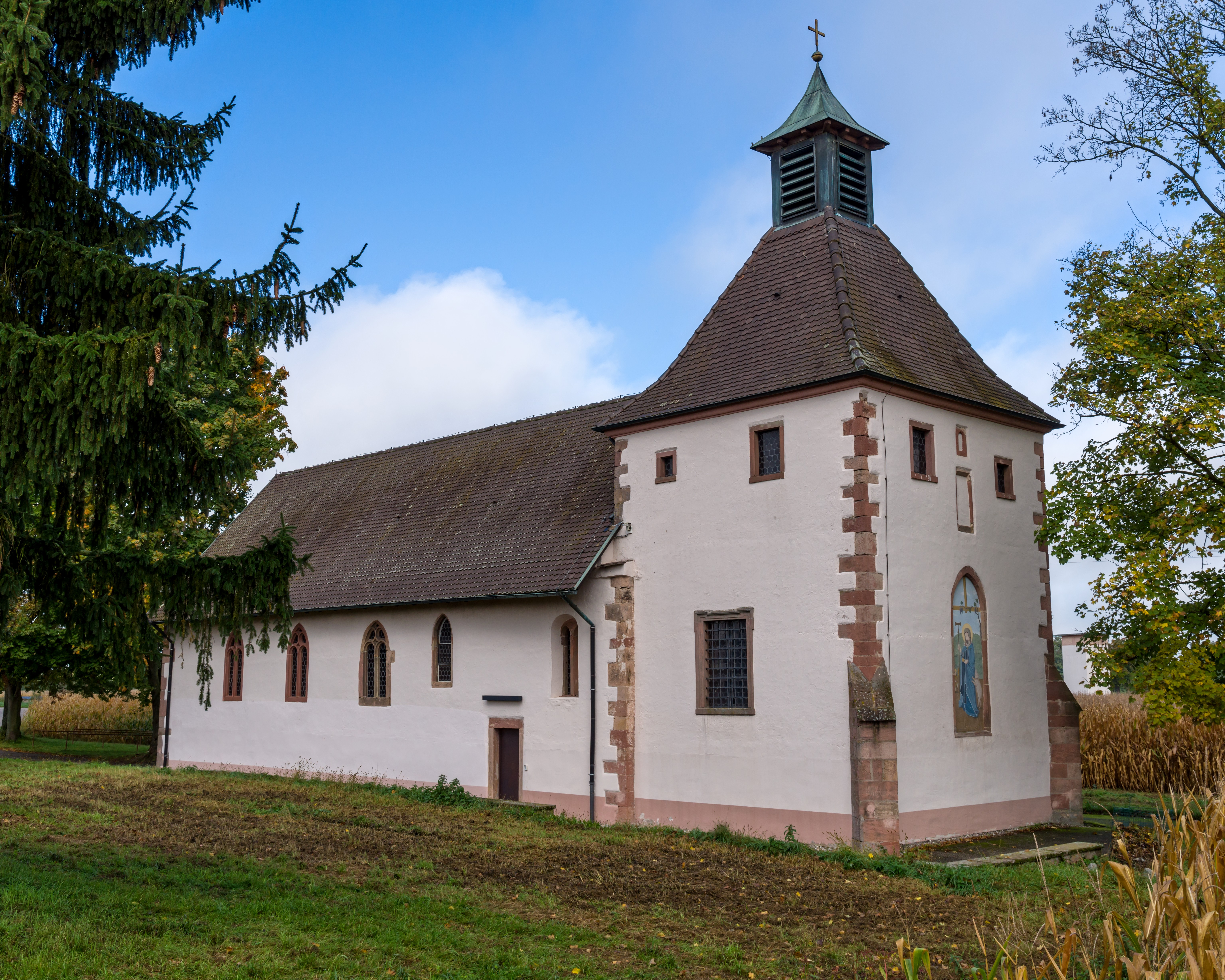
Gutleutkirche Oberschopfheim

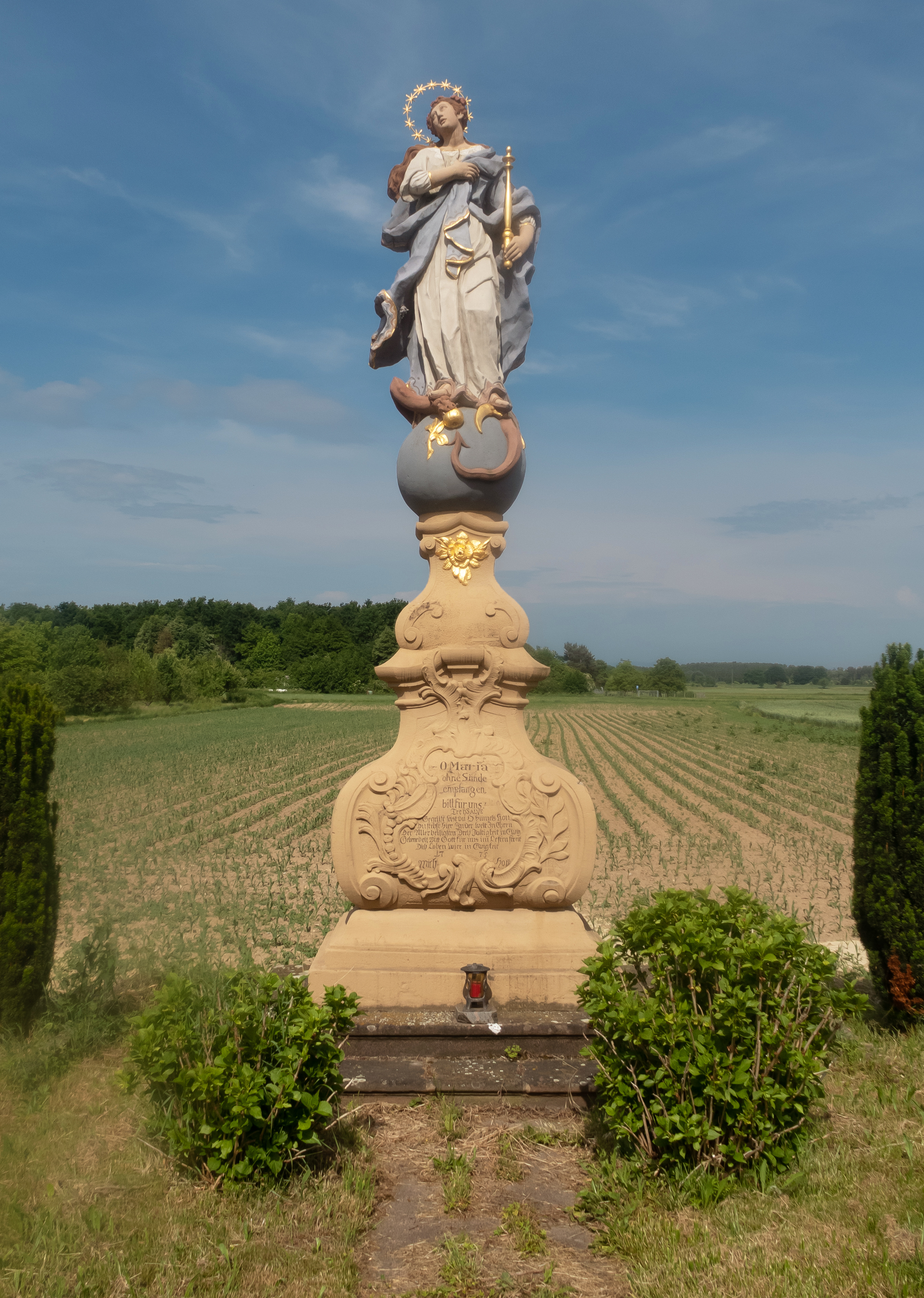
Christusstatue am Wegesrand

| Jahr | Einwohnerzahl |
| ---- | ------------- |
| 1814 | 910           |
| 1961 | 1.926         |
| 1970 | 2.158         |
| 2022 | 3.019         |

## Sehenswürdigkeiten
- Gutleutkirche, umgangssprachlich auch Leutkirche, eine in freiem Feld westlich des Dorfes stehende Kirche, die erstmals 1343 erwähnt wurde und Wandmalereien aus dem frühen 16. Jahrhundert enthält
- St. Leodegar, katholische Pfarrkirche, reich ausgestattet, unter anderem mit den Kreuzwegstationen von Karl Nägele
- Lindenbrunnen, Sandsteinbrunnen gegenüber dem ehemaligen Getränkemarkt Geiger

## Kultur und Musik
Neben zahlreichen kulturellen Vereinen gibt es in Oberschopfheim drei musikalische Vereine: Den Gesangverein (CGO), den Kirchenchor und den Musikverein, der Anfang des Jahrhunderts gegründet wurde.

## Sport
Der Turnverein Oberschopfheim (TVO) spielte mit seiner Prellball Abteilung in der 1. und 2. Bundesliga.
Ein sportliches Großereignis berührte Oberschopfheim als die Tour de France 2005 in der 8. Etappe. auf der Bundesstraße 3 am Ort vorbeiführte. Das Ereignis wurde mit einem Volksfest mit hunderten von Besuchern ausgiebig gefeiert.
Der Sportverein Oberschopfheim konnte im Rahmen von Jubiläen bereits Auswahlmannschaften der Bundesligisten Karlsruher SC und SC Freiburg im Ort begrüßen.
Zur Bundesligasaison 2019/20 geht der Schützenverein Oberschopfheim in der 2. Bundesliga Südwest Luftgewehr an den Start.